# 축구 용어 목록
다음은 축구에서 사용되는 용어를 정리한 목록이다.

## 0-9
- 2-3-5
- 4-4-2
- 4-5-1

## ㄱ
- 감독 대행
- 결승골
- 골
- 골든골
- 골라인 판독 기술
- 골 세리머니
- 골키퍼
- 국제축구연맹: 약칭은 FIFA며, 축구 종목을 총괄하는 기구다.

## ㄴ
- 남미 축구 연맹

## ㄷ
- 다이빙
- 더블
- 더비
- 드리블

## ㄹ
- 라보나
- 라스트 미니트 골
- 롱볼
- 리그
- 리그전
- 리즈 시절

## ㅁ
- 무실점
- 미드필더
- 밀집수비

## ㅂ
- 발리
- 바이시클 킥
- 보스만 판결
- 볼보이
- 부심
- 부부젤라
- 북중미카리브 축구 연맹
- 비디오 어시스턴트 레프리
- 비치사커
- 빌드업

## ㅅ
- 수비수
- 스로인
- 승강제
- 승부조작
- 승부차기
- 신의 손
- 심판
- 실내축구

## ㅇ
- 아페르투라와 클라우수라
- 아프리카 축구 연맹
- 안티 풋볼
- 압박
- 어시스트
- 언더독
- 엘 클라시코
- 연장전
- 오프사이드
- 울트라스
- 원정 다득점
- 원클럽맨 명단
- 웹스터 판결
- 유럽 축구 연맹
- 유스 시스템
- 유틸리티 플레이어
- 임대
- 잉글리시 풋볼 리그

## ㅈ
- 자책골
- 전술 주기화
- 주장
- 죽음의 조

## ㅊ
- 축구
- 축구 감독
- 축구공
- 축구 경기 규칙
- 축구장
- 축구폭력
- 친선 경기

## ㅋ
- 카테나치오
- 코너킥
- 크로스

## ㅌ
- 태클
- 텔스타
- 토탈 풋볼
- 트레블
- 티키타카

## ㅍ
- 파도타기
- 파울
- 팜팀
- 패스
- 팬텀 드리블
- 페널티 에어리어
- 페널티 킥
- 포메이션
- 풋살
- 프리킥
- 플레이메이커
- 플레이오프

## ㅎ
- 하프타임
- 해트트릭
- 헤더
- 황금세대

## A-Z
- FA컵: 잉글랜드의 축구 대회다.
- FIFA

## 같이 보기
- 나라별 라이벌 축구팀 목록